# Шоу бізнес! (музичний альбом)
Шоу бізнес! — третій і останній студійний альбом українського музичного поп-рок-гурту «Таліта Кум». Виданий 2007 року.

## Перелік пісень
Автор і виконавець — Юлія Міщенко.
1. Упс! — 3:41
2. Джек-пот — 3:45
3. Шоу бізнес — 3:50
4. Просто бути людьми — 4:48
5. Моє кохання — 4:34
6. ♂ і ♀ — 4:09
7. Романс — 3:10
8. Білим снігом — 3:12
9. Гаряча і гірка — 3:11
10. Позитив — 5:18

### Відео
- Упс!

## Склад учасників
- Юля Міщенко — вокал
- Сергій Глушко — гітари
- Віктор Окремов — бас
- Сергій Добрянський — барабани
- Володимир Григорович — клавішні

## Відгуки
| Це знову калейдоскоп настроїв, інтонацій, стилів. Від диско до рок-мейнстриму, від ніжної любовної лірики до фрейдистського стьобу, від неквапливої балади до весняного драйву – запросто[1]. |